# Platylabops
Platylabops is een geslacht van insecten uit de orde vliesvleugeligen (Hymenoptera) en de familie Ichneumonidae.

## Soorten
- P. allotorpidops Bauer, 2001
- P. apricus (Gravenhorst, 1820)
- P. cornicula (Wesmael, 1855)
- P. eupitheciarum Heinrich, 1962
- P. famelicosus (Berthoumieu, 1903)
- P. fraterculus Heinrich, 1962
- P. haematomerus (Holmgren, 1878)
- P. haematopus Heinrich, 1975
- P. hinzi Heinrich, 1950
- P. holerythrus Heinrich, 1962
- P. humilis (Wesmael, 1857)
- P. lariciatae (Kriechbaumer, 1890)
- P. leucopsis (Ashmead, 1890)
- P. mimus (Berthoumieu, 1899)
- P. nigrocoxalis (Kiss, 1929)
- P. novaescotiae Heinrich, 1962
- P. pecki Heinrich, 1962
- P. reconditus (Berthoumieu, 1904)
- P. speciosus (Wesmael, 1845)
- P. torpidops Bauer, 2001
- P. virginalis (Wesmael, 1845)
- P. vulcanalis (Berthoumieu, 1898)